# りりむキッス
『りりむキッス』は、河下水希による日本のラブコメ漫画作品。

## 概要
『週刊少年ジャンプ』2000年19号、読切版として掲載。その後、連載化が決定した。
ジャンルは典型的なエブリデイ・マジック・ラブコメディだが、掲載誌（少年誌）とは裏腹に少女漫画的な要素が多く見受けられる。恋愛感情を素直に表現できない貴也と、恋愛感情を知らないりりむの触れ合いを軸に、お色気やギャグタッチに、時にシリアスな面も描かれている。
作者の河下が少年漫画に転向した（当初はこの転向は一時的なもので、少女漫画に復帰する予定だった）最初の作品であり、少女漫画風の感覚で作られた設定などが多く（特に恋愛に奥手な以外は全く欠点らしい欠点がない主人公の貴也のキャラ造形が挙げられる）、少年向けラブコメディとして、少年読者の共感を得られない、河下本人が少年向けラブコメディを理解しきれていないと思わせる展開が主で、結果人気は上がらず打ち切りという結果に終わる。

## あらすじ
自他共に認める硬派で、ケンカに明け暮れる男子高校生・斉木貴也。ある日、小さな瓶のペンダントトップがついているペンダントが空から落ちてきた。それを拾い、家に持ち帰って瓶の栓を抜くと、突然目の前に力なく横たわる美少女が現れた。その美少女は目を覚ますなりいきなり貴也にキスをしてきた。彼女の正体は男の生気を吸い取る夢魔・りりむだった。それから貴也は彼女に振り回される受難（？）の日々を送ることになる。

## 登場人物

### 主要人物
斉木 貴也（さいき たかや）
本作の主人公。硬派な高校生。文武両道な上、ルックスにも優れているが、女性とはあまり縁がない。意地っ張りな性格で、素直に自分の気持ちを表現するのが苦手。りりむが封印されていたペンダントを拾ったことがきっかけで、彼女に唇を奪われてしまい、生気を吸い取られる。しかし、超人的な体力ですぐに回復する上に、りりむにとっては非常に美味な生気らしく、大変気に入られてしまう。りりむの天真爛漫な性格や愛らしさに徐々に好意が芽生えていく。
りりむ
本作のヒロイン。淫らな夢を見せる、或いは現実にキスをする事で、代わりに男の生気を奪って（実は女性にも有効）食糧とする低級悪魔（りりむの元ネタは設定そのままに、伝説上の夢魔でリリスの娘リリム）。
愛くるしい顔立ちと抜群のプロポーション。Fカップのバストを惜しげもなく主張するセパレートタイプのボンデージ風な衣服を身に着けている。背中に翼を持ち、空を飛ぶ事ができる。性格は素直で天真爛漫。人間の恋愛感情を知らない。
貴也とはキスの相性が良いらしく、1度のキスで2日は保つ。美羽ともキスをしたが、それが美羽だからなのか女性だからなのかは定かではないが「まずい」らしい（キスをすることは生命維持のための（食料として）供給目的が第一であるが、相手の生気を吸い上げ脱力させることが出来るため、自衛手段としても有効である。故に女性に対してもキスをすることがある）。
白井 美羽（しらい みう）
本作のもう1人のヒロイン。名門・聖森学院に通う女子高生。白井財閥の令嬢。
ひったくりに遭遇したところを貴也に助けられ、一目惚れする。アイドル並みの可愛いルックスで近隣の男子生徒からチヤホヤされており、本人も自己陶酔している。我が儘で自己中心的な性格。りりむが現れてから人気を奪われたと嫉妬し、ライバル視している。貧乳が最大のコンプレックス。

### その他
小島（こじま）
貴也の同級生。オカルトマニアで、りりむの正体にいち早く気づいた。薀蓄を語りたがる性格で、要所要所で解説役になっている。
松田（まつだ）
貴也の友人。長髪でそれなりにルックスもいいが貴也には敵わない。ややお調子者の態がある元気な性格。
チャッピー
美羽が所有する別荘の管理人の孫で、（実際美形ではあるのだが）相当なナルシスト。後に白井家の使用人としてこき使われる。料理が得意。「チャッピー」は美羽らが飼っていた犬の名で、似ているという理由で付けられたあだ名。最後まで本名は発表されず。
先輩（せんぱい）
ゲスト的に登場したリリス（夢魔）。りりむより年上で大人の色香を持つ。貴也にはリリスとの恋愛は成立しないと忠告。りりむには「いい夢見させて、その引き換えに生気を貰う」ギブアンドテイクがリリム精神であると教示して街を去る。
ぴゆちゃん
小島らがりりむを呼び出そうとして召喚してしまったワイバーンが、りりむのペンダントに封印された後に解放された姿。可愛らしい姿になるが怒らせると硬くなって暴走して周囲を破壊するなど、威力は元の姿のまま。泣き声が「ぴゆ」な為、りりむが名づけた。りりむに懐くが貴也には懐かない。消化の良い柔らかい食べ物を好む。
相馬 雪彦（そうま ゆきひこ）
慶葉高校の学生。貴也より以前にペンダントを所有していた少年。りりむを瓶の封印から解放し一緒に暮らしていたが、訳あって再び封印した。しかし、りりむの事が忘れられず、斉木家にりりむが居ついていることを探し当て、突如押しかけてきた。りりむを連れ戻そうと画策する。

## 読切版
「週刊少年ジャンプ」2000年19号掲載、31P。作者のペンネーム改名と移籍が明らかになると共に、少年誌デビュー作となる。単行本未収録。

ストーリーの概要は連載版第1話と殆ど変わらないが、
- 話中の「りりむ」の表記が「リリム」になっている。
- 主な登場人物は斉木貴也、リリム、小島の3人で、松田は出てこない。

といった違いがある。

## 単行本
- 第1巻 2001年5月1日刊行 ISBN 4-08-873116-6
- 第2巻 2001年7月4日刊行 ISBN 4-08-873137-9